# -sel
Het toponiem sel(e) verwijst naar het Oudnederlandse sala (verwant aan het Nederlands zaal): een hoofdgebouw, centrale woning; uit één ruimte bestaand huisgebouw. Varianten zijn selle, zaal, zele of sale, een voorbeeld hiervan is de naam van de Belgische gemeente Londerzeel.
Zo is Brussel een samenstelling van broek en -sel, wat nog te zien is in de Franse schrijfwijze Bruxelles, en doorklinkt in de oude uitspraak Broekzele. In Nederland is de bekendste Sel: Seleheim, tegenwoordige Zelhem geheten.

## Voorbeelden die samengesteld zijn met-sel(e)
Aarsele, Bazel, Beersel, Bekkerzeel, Belsele, Bollezele, Borsele, Broksele, Brussel, Dadizele, Dudzele, Elversele, Gijzenzele, Herzele, Lederzele, Leisele, Londerzeel, Mazenzele, Melsele, Moorsel, Moortsele, Mortsel, Nederokkerzeel, Ochtezele, Oldenzaal, Onkerzele, Oosterzele, Oudezeele, Poesele, Strazele, Steenokkerzeel, Steensel, Sterksel, Strazeele, Vlierzele, Vollezele, Wakkerzeel, Winksele, Winnezele, Zele, Zermezele, Zwevezele

## Voorbeelden die samengesteld zijn metsel(e)-
Selehurst (Herbern, Duitsland), Selehurst (Harderwijk), Selhorst-Langenberg (Duitsland), Zelhem

## Voorbeelden die niet samengesteld zijn met-sel(e)
Afgeleid van het Germaanse *lauhaz (loo):
Asselt, Axel of Aksel, Eersel, Eksel, Hulsel, Moorsel, Ossel, Rijkevorsel, Ursel
Overige plaatsen die niet samengesteld zijn met -sel(e)
- Kassel (Frankrijk) en Kessel (Limburg) zijn afgeleid van het Romeinse castellum
- Mussel, Musselkanaal, de Mussel-Aa en Jipsingboermussel zijn gevormd met het woord mussel dat in het Plattdüütsch mossel betekent.
- Texel of Tessel betekent 'het westelijke eiland'[3]

## Voorbeelden die mogelijk samengesteld zijn met-sel(e)
Van veel plaatsnamen is de herkomst (etymologie) niet met zekerheid vast te stellen door het ontbreken van oude vermeldingen of doordat de oude vermeldingen niet eenduidig zijn. Vaak ligt een samenstelling met -sel(e) of -loo het meest voor de hand.
Beesel, Belzele, Doornzele, Dutsel, Eversel, Gorssel, Hunsel, Hupsel, Knegsel, Koersel, Liessel, Meensel, Netersel, Nijnsel, Oensel, Nijverseel, Ramsel, Reusel, Sijsele, Varssel, Viersel, Voormezele, Wilsele, Zoersel